# التهاب الحويضة والكلية
التهاب الحويضة والكلية (بالإنجليزية: Pyelonephritis) هي التهاب إنتاني في المسالك البولية العلوية. أهم أعراضه الحمى والعرواءات وألم شديد في الخاصرة ورج قطني إيجابي مع ارتفاع الكريات البيض في البول ويفيد الإيكو في تأكيد التشخيص. إن التهاب الحويضة والكلية هو أخطر التهابات المسالك البولية ويتطلب علاجا بالمضادات الحيوية في المشفى لعدة أيام بالإضافة للمسكنات وخافضات الحرارة مع مراقبة التحاليل المخبرية والتقييم المتكرر.
عادة ما يكون بسبب عدوى بكتيرية، وغالبًا ما تكون الإشريكية القولونية. تشمل عوامل الخطر الجماع، عدوى المسالك البولية السابقة، السكري، المشاكل الهيكلية في المسالك البولية واستخدام مبيد النطاف. غالبًا ما تنتشر العدوى عن طريق السبيل البولي وفي أحيان قليلة تصل من خلال الجريان الدموي. يعتمد التشخيص عادةً على الأعراض ويدعمه تحليل البول. إذا لم يكن هناك تحسن مع العلاج، فقد يوصى بالتصوير التشخيصي الطبي.
يمكن الوقاية من التهاب الحويضة والكلية عن طريق التبول بعد ممارسة الجنس وشرب السوائل بالشكل الكافي. بمجرد تشخيصه فإنه يُعالج بالمضادات الحيوية مثل سيبروفلوكساسين أو سيفترياكسون. قد يكون هناك حاجة إلى الاستشفاء في حال الإصابة الشديدة. بالنسبة لأولئك الذين يعانون من مشاكل هيكلية معينة في المسالك البولية أو حصيات كلوية، فقد تكون الجراحة ضرورية.
يصيب التهاب الحويضة والكلية حوالي 1 إلى 2 لكل 1000 امرأة كل عام وأقل بقليل من 0.5 لكل 1000 ذكر. غالبًا ما تتأثر الإناث البالغات، يليهن الطفلات الصغيرات والنساء الكبيرات في السن. تكون النتائج جيدة بشكل عام لدى الشباب في حال المباشرة بالعلاج. يبلغ خطر الموت حوالي 40% بين الأشخاص الذين تزيد أعمارهم عن 65 عامًا.

## الأعراض والعلامات
عادةً ما تتطور علامات التهاب الحويضة والكلية الحاد وأعراضه بشكل سريع على مدار بضع ساعات أو يوم. يمكن أن يسبب حمى شديدة وعسر تبول وألم بطني ينتشر على طول الزاوية الضلعية الفقرية باتجاه الظهر. غالبًا ما يترافق ذلك مع الإقياء.
يسبب التهاب الحويضة والكلية المزمن ألمًا مستمرًا في الزاوية الضلعية الفقرية أو البطن، بالإضافة إلى علامات العدوى (الحمى، فقدان الوزن غير المتعمد، التوعك وانخفاض الشهية) وأعراض السبيل البولي السفلي والبيلة الدموية. بالإضافة إلى ذلك، يمكن أن يسبب التهاب الحويضة والكلية المزمن حمى مجهولة المنشأ. علاوةً على ذلك، يمكن للبروتينات المرتبطة بالالتهابات أن تتراكم في الأعضاء وتتسبب في الإصابة بالداء النشواني الثانوي.
قد يكشف الفحص السريري عن وجود حمى ومضض عند جس الزاوية الضلعية على الجانب المصاب.

## المسببات
ترجع معظم حالات التهاب الحويضة والكلية المكتسب من المجتمع إلى الكائنات الدقيقة المعوية التي تصل إلى السبيل البولي. الكائنات الحية الشائعة هي الإشريكية القولونية (70-80%) ومعوية البراز. قد تكون العدوى المكتسبة من المستشفيات ناتجة عن بكتيريا القولون والمكورات المعوية، بالإضافة إلى كائنات أخرى غير شائعة في المجتمع (على سبيل المثال، الزائفة الزنجارية وأنماط مختلفة من الكلبسيلا). تبدأ معظم حالات التهاب الحويضة والكلية على شكل عدوى المسالك البولية السفلية، وخاصة التهاب المثانة والتهاب البروستات. يمكن للإشريكية القولونية أن تغزو الخلايا المظلية السطحية في المثانة لتشكيل مجتمعات بكتيرية داخل خلوية، والتي يمكن أن تنضج لتصبح أغشية حيوية رقيقة. هذه الإشريكية القولونية المنتجة للغشاء الحيوي مقاومة للعلاج بالمضادات الحيوية واستجابات الجهاز المناعي، وتطرح تفسيرًا محتملًا لعدوى المسالك البولية المتكررة، بما في ذلك التهاب الحويضة والكلية. تزداد المخاطر في الحالات التالية:
- ميكانيكية: أي تشوهات هيكلية في السبيل البولي، جزر مثاني حالبي (تدفق البول من المثانة رجوعًا إلى الحالب)، حصيات الكلية، دعامات الحالب أو إجراءات التصريف (على سبيل المثال، فغر الكلية)، الحمل، المثانة العصبية (على سبيل المثال، بسبب إصابة في الحبل الشوكي، تشقق العمود الفقري أو التصلب المتعدد) وأمراض البروستات (مثل تضخم البروستات الحميد) لدى الرجال
- بنيوية: داء السكري وحالات نقص المناعة
- السلوكية: تغيير الشريك الجنسي خلال العام الماضي، استخدام مبيد النطاف
- إيجابية القصة العائلية: (أفراد الأسرة المقربون المصابون بعدوى متكررة في المسالك البولية)

## التشخيص

### الفحوصات المخبرية
قد يظهر تحليل البول علامات عدوى المسالك البولية. على وجه التحديد، فإن وجود النتريت وكريات الدم البيضاء على شريط فحص البول في المرضى الذين يعانون من أعراض نموذجية كافٍ لتشخيص التهاب الحويضة والكلية، وهو مؤشر على بدء المعالجة التجريبية. قد تُظهر تحاليل الدم مثل العد الدموي الشامل وجود كثرة العدلات. يُعد زرع البول، مع أو بدون زرع الدم، واختبارات الحساسية للمضادات الحيوية مفيدة في إنشاء تشخيص رسمي وتُعتبر إلزامية أيضًا.

### الفحوصات الشعاعية
في حال الاشتباه بوجود حصيات كلوية (على سبيل المثال، على أساس الألم القولنجي المميز أو وجود كمية غير ملائمة من الدم في البول) فقد تساعد الصورة الشعاعية البسيطة للكلية والحالب والمثانة في تحديد الحصيات الظليلة على الأشعة. في حال كان ذلك متاحًا، فإن فإن التصوير المقطعي المحوسب الحلزوني غير المتباين بشرائح 5 ملليمتر هو الطريقة التشخيصية المختارة في التقييم الشعاعي عند الاشتباه بوجود حصيات الكلية. يمكن كشف جميع الحصيات في التصوير المقطعي المحوسب باستثناء الحصيات النادرة جدًا المكونة من بعض بقايا الأدوية في البول. في المرضى الذين يعانون من التهابات المسالك البولية الصاعدة المتكررة، قد يكون من الضروري استبعاد التشوهات التشريحية مثل الجزر المثاني الحالبي أو مرض الكلى المتعدد الكيسات. تشمل الفحوصات المستخدمة في هذه الحالة تخطيط الصدى الكلوي وتصوير المثانة والإحليل الإفراغي. يعد الفحص بالتصوير المقطعي المحوسب وتخطيط الصدى الكلوي مفيد في تشخيص التهاب الحويضة والكلية الورمي الحبيبي الأصفر؛ قد يكون التصوير التسلسلي مفيد في التفريق بين هذه الحالة وسرطان الكلية.
موجودات التصوير بالتخطيط الصدوي التي تشير إلى وجود التهاب حويضة وكلية هي تضخم الكلية، وذمة في الجيوب الكلوية أو البرانشيم الكلوي، نزف، فقدان التمايز القشري اللبي، تشكل خراج أو مناطق من ضعف التروية على تخطيط الصدى الدوبلري. مع ذلك، فإن هذه الموجودات على التصوير الصدوي تظهر في 20-24% فقط من حالات التهاب الحويضة والكلية.
التصوير باستخدام حمض ديميركابتوسوسينيك هو فحص نويات مشعة يستخدم حمض ديميركابتوسوسينيك في تقييم مورفولوجيا الكلى. يعد حاليًا الاختبار الأكثر موثوقية في تشخيص التهاب الحويضة والكلية الحاد.

## معرض صور

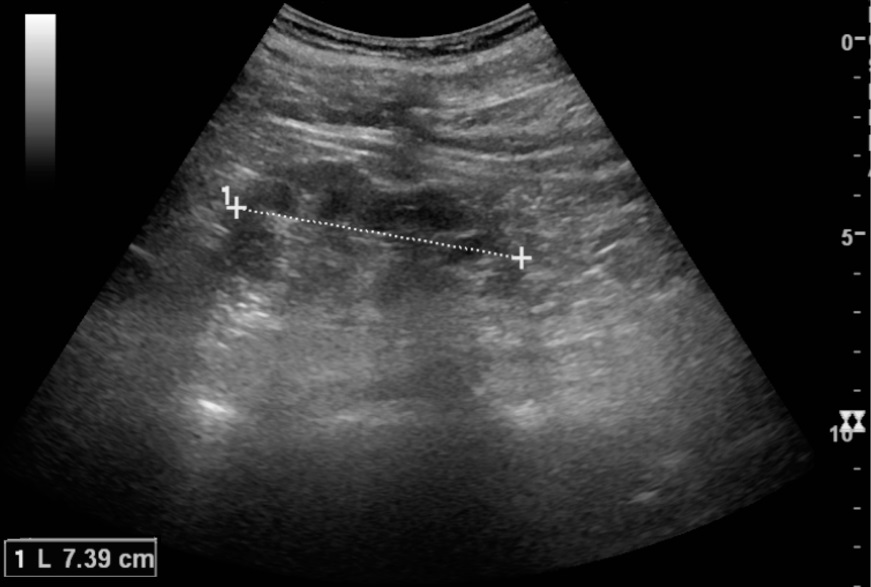